# Llanelli Town AFC
Llanelli AFC är en walesisk fotbollsklubb från Llanelli och kallas ibland "The Tinmen", "The Reds" eller "Scarlets". 
Klubben grundades 1896 och spelar på Stebonheath Park, som vid fullsatt tar 3 700 personer (varav 700 sittande).
Llanelli AFC mötte Gefle IF i kvalet till Uefacupen 2006.

## Meriter
League of Wales (1)
Mästare: 2007/08
Welsh Cup (1)
Vinnare: 2009/10
Welsh League Cup (1)
Vinnare: 2007/08

## Placering senaste säsonger
| Säsong    | Nivå | Liga                    | Placering | Referens | Notering                             |
| --------- | ---- | ----------------------- | --------- | -------- | ------------------------------------ |
| 2016/2017 | 3    | Second division (South) | 1         | [ 2 ]    | Uppflyttad till First Division       |
| 2017/2018 | 2    | First Division          | 1         | [ 3 ]    | Uppflyttad till Welsh Premier League |
| 2018/2019 | 1    | Welsh Premier League    | 12        | [ 2 ]    | Nedflyttad till Cymru South          |
| 2019/2020 | 2    | Cymru South             | 6         | [ 4 ]    |                                      |
| 2020/2021 | 2    | Cymru South             | X.        | [ 5 ]    | pandemin                             |
| 2021/2022 | 2    | Cymru South             | 9         | [ 6 ]    |                                      |
| 2022/2023 | 2    | Cymru South             | 2         | [ 7 ]    |                                      |
| 2023/2024 | 2    | Cymru South             | 2         | [ 8 ]    |                                      |

## Färger
Llanelli Town AFC spelar i röd trikåer, bortastället är vit.
| Llanelli Town | Llaneli Town |

### Dräktsponsor
- 20?? – nutid Macron

### Trikåer
|  | 2006–2013 (Hemmakit) | 2006–2013 (Bortaställ) | 2018–2019 (Hemmakit) | 2018–2019 (Bortaställ) |

## Kända spelare
- Mamadou Diallo
- Scott Evans
- David Richards
- Adam Davies
- Billy Hughes
- Robbie James
- Rory Keane
- Jackie O'Driscoll
- Jack Marshall
- Jock Stein, (1950–1951)

## Tränare
- John Love (1952–54)
- Alwyn Mainwaring (1992–93)
- Gil Lloyd (1993–96)
- Leighton James (1998–00)
- John Lewis (2000)
- Mark Evans (2000–01)
- Gary Proctor (2001)
- Jason Jones (2001–02)
- Peter Nicholas (2002)
- Leighton James (2002–03)
- Neil O'Brien (2003–04)
- Eddie May (2004)
- Nicky Tucker (2004–05)
- Peter Nicholas (2005–2009)
- Lucas Cazorla (2006–2007)
- Andy Legg (2009–2012)
- Bob Jeffrey (2012–2016)
- Andrew Hill (2016–2019)[9])
- Mark Dickeson (November 2019–November 2020 ) [10]
- Andy Legg (November 2020–November 2021)
- Lee John (November 2021–)[11]